# Aulus Iulius Pompilius Piso
Aulus Iulius Pompilius Piso (vollständige Namensform Aulus Iulius Pompilius Auli filius Cornelia Piso Titus Vibius Laevillus Quadratus Berenicianus) war ein im 2. Jahrhundert n. Chr. lebender römischer Politiker. Durch zwei unvollständig erhaltene Inschriften, die in Lambaesis gefunden wurden, ist seine Laufbahn bekannt, die er in der zweiten Hälfte des 2. Jahrhunderts absolvierte.
Der vollständige Name Aulus Iulius Pompilius Piso Titus Vibius Laevillus Quadratus Berenicianus ist in den beiden Inschriften nur teilweise erhalten und wurde ergänzt. In drei Inschriften wird sein Name als Aulus Iulius Piso angegeben, in weiteren Inschriften als Aulus Iulius Pompilius Piso Laevillus.
Piso übte zunächst im Rahmen des Vigintivirats das Amt eines Xvir stlitibus iudicandis aus. Im Anschluss leistete er seinen Militärdienst als Tribunus laticlavius, zuerst in der Legio XII Fulminata, die ihr Hauptlager in Melitene in der Provinz Cappadocia hatte und danach in der Legio XV Apollinaris, die ihr Hauptlager in Satala in derselben Provinz hatte.
Nach Rom zurückgekehrt, wurde er Quaestor urbanus. Die Stufe des Aedilis bzw. des Tribunus plebis konnte er überspringen, da er unter die Tribunizier aufgenommen wurde (adlectus inter tribunicios). Daher wurde er sofort nach der Quaestur Praetor, und zwar als Kandidat der beiden Kaiser Mark Aurel und Lucius Verus.
Im Anschluss wurde er Kommandeur (Legatus legionis) zweier Legionen, zunächst der Legio XIII Gemina, die ihr Hauptlager in Apulum in Dakien hatte und danach der Legio IIII Flavia, die ihr Hauptlager in Singidunum in Moesia superior hatte. Für seine nächste Aufgabe wurden ihm vom Kaiser außerordentliche Vollmachten verliehen: er wurde Praepositus zweier Legionen, der Legio I Italica und der Legio IIII Flavia sowie sämtlicher zugehöriger Auxiliareinheiten (cum omnibus copiis auxiliorum). Darüber hinaus erhielt er die Befugnisse eines Statthalters (dato iure gladii).
Danach wurde er zum Statthalter der Provinz Numidia ernannt und war damit gleichzeitig auch Kommandeur der Legio III Augusta, die ihr Hauptlager in Lambaesis hatte (legatus Augustorum pro praetore legionis III Augustae). Er ist als Statthalter in Numidia durch weitere Inschriften nachgewiesen. Durch einige Inschriften ist er darüber hinaus als consul designatus belegt; er wurde vermutlich 178 (oder 180) Suffektkonsul.
Piso war in der Tribus Cornelia eingeschrieben. Seine Ehefrau Iulia Celsina, seine Tochter Iulia Pisonina und sein Sohn Aulus Iulius Celsus sind durch drei Inschriften aus Cuicul belegt, wo er auch Patron war.
Bernard Rémy datiert seine Laufbahn wie folgt: Tribunus laticlavius zwischen 161/166, Praetor ca. 168/169, Praepositus um 175/176 in einem Feldzug gegen Sarmaten, Quaden und Markomannen, Statthalter ca. 176/178 und Suffektkonsul wahrscheinlich 178. Ernst Hohl datiert das Kommando als Praepositus nach dem Tod des Marcus Claudius Fronto im Jahr 170, die Statthalterschaft von 176 bis 180 und den Konsulat in das Jahr 180.